# Economia Japoniei
Japonia este a doua mare economie a lumii, după SUA, ca mărime a PIB nominal (circa 4,4 trilioane dolari SUA) și a treia economie a lumii, după SUA și China, ca mărime a PIB calculat conform parității puterii de cumpărare.

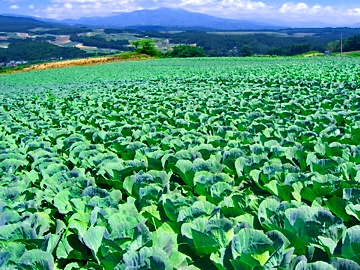
Câmp de varză, Japonia

## Agricultură
Înainte de Restaurația Meiji (1868), ca. 80% din populația se ocupa cu agricultura, cultura principală fiind orezul. 
Istoria agriculturii Japoniei își are începuturile acum 2000 de ani, când s-a început cultivarea orezului, plantă adusă din străinătate.
Alte plante care sunt cultivate în Japonia din vremuri străvechi sunt: grâu, orz, awa (Setaria italica), hie (Schinochloa utilis), soya, fasole azuki (Vigna angularis), daikon (Raphanus sativus) și cucurbitacee.
Primul manual de agricultură a fost publicat la începutul erei Edo (1600-1868), ca al șaptelea volum al unei cronici militare, numită Seiryōki. Ulterior au mai fost publicate o serie de manuale de agricultură, cel mai de seamă fiind cartea lui Yasusada Miyazaki Nōgyō Zenshuu (1696).
În epoca feudală mai mult de jumătate din recolta de orez pe care o produceau țăranii era luată ca impozit.
După al Doilea Război Mondial, a avut loc o reformă agricolă în 1946, care a inclus o redistribuire a pământului, eliminând practic sistemul de arendă până în 1949. Pământul confiscat a fost vândut la prețuri foarte ieftine și/sau cu împrumuturi pe termen foarte lung cu dobânzi foarte mici. 

## Energie
Japonia produce mai puțin de 4% din gazele pe care le consumă în fiecare an.
Restul vine din importuri, pe vapoare speciale - un proces extrem de costisitor și anevoios.
În anul 2010, înainte de dezastrul de la Fukushima, centralele nucleare furnizau aproximativ 30% din producția totală de energie electrică a Japoniei.
După eveniment, Japonia a decis renunțarea la energia nucleară, astfel că în februarie 2012 doar trei dintre cei 54 de reactori nucleari din stat mai funcționau.

## Indicatori statistici
Șomajul în noiembrie 2009: 5,2%